# Espagne aux Jeux olympiques d'hiver de 1964
L'Espagne participe aux Jeux olympiques d'hiver de 1964, organisés à Innsbruck en Autriche. Ce pays prend part aux Jeux olympiques d'hiver pour la sixième fois de son histoire. La délégation espagnole, formée de six hommes, ne remporte pas de médaille.

## Résultats

### Ski alpin
| Athlète         | Épreuve      | Course          | Course |
| Athlète         | Épreuve      | Temps           | Rang   |
| --------------- | ------------ | --------------- | ------ |
| Jorge Rodríguez | Descente     | N'a pas terminé | –      |
| Javier Masana   | Descente     | 2 min 33 s 52   | 43     |
| Juan Garriga    | Descente     | 2 min 32 s 85   | 41     |
| Luis Viu        | Descente     | 2 min 30 s 35   | 35     |
| Javier Masana   | Slalom géant | N'a pas terminé | –      |
| Francisco Prat  | Slalom géant | 2 min 15 s 79   | 58     |
| Juan Garriga    | Slalom géant | 2 min 03 s 85   | 38     |
| Luis Viu        | Slalom géant | 2 min 00 s 83   | 32     |

| Athlète       | Épreuve       | Qualifications | Qualifications | Qualifications | Qualifications | Course finale | Course finale | Course finale | Course finale | Course finale | Course finale |
| Athlète       | Épreuve       | Temps 1        | Rang           | Temps 2        | Rang           | Temps 1       | Rang          | Temps 2       | Rang          | Total         | Rang          |
| ------------- | ------------- | -------------- | -------------- | -------------- | -------------- | ------------- | ------------- | ------------- | ------------- | ------------- | ------------- |
| Luis Viu      | Slalom hommes | 1 min 14 s 06  | 72             | 1 min 03 s 18  | 36             | Non qualifié  | Non qualifié  | Non qualifié  | Non qualifié  | Non qualifié  | Non qualifié  |
| Luis Sánchez  | Slalom hommes | 1 min 02 s 40  | 51             | 1 min 00 s 56  | 26             | Non qualifié  | Non qualifié  | Non qualifié  | Non qualifié  | Non qualifié  | Non qualifié  |
| Javier Masana | Slalom hommes | 1 min 00 s 95  | 47             | 59 s 14        | 21             | 1 min 22 s 10 | 39            | 1 min 13 s 57 | 38            | 2 min 35 s 67 | 37            |
| Juan Garriga  | Slalom hommes | 59 s 53        | 44             | Disqualifié    | –              | Non qualifié  | Non qualifié  | Non qualifié  | Non qualifié  | Non qualifié  | Non qualifié  |